# 迷妹罗曼史
《迷妹罗曼史》，又名《爸爸不是罗大佑》、《我爸不是罗大佑》，由李少红监制，秦鹏、李少红联合执导电影。2021年5月28日中國大陸上映。

## 剧情概述
90后高歌是个充满奇思妙想的科技狂人，为了阻止母亲把他爸爸是歌手罗大佑的谎话告诉全世界，而带着母亲一同去深圳与罗大佑当面对质，然而到达深圳后却不幸与母亲走失，在与好友豆豆及小编导余微的一同寻找下，不仅遇到了母亲的旧时工友，更发现母亲曾经疯狂的青春和传奇性爱情故事。高歌终于消除了对母亲的误解，并与母亲一起踏上寻父之旅。

## 演员

### 领衔主演
| 演员 | 角色         | 备注 |
| 闫妮 | 高蓓（现代） |      |

### 主演
| 演员   | 角色         | 备注 |
| 盛一伦 | 高歌（现代） |      |
| 于小彤 | 豆豆         |      |
| 郭姝彤 | 余薇         |      |

### 特别出演
| 演员   | 角色           | 备注 |
| 周冬雨 | 高蓓（90年）   |      |
| 魏晨   | 叶伟军（90年） |      |

### 特邀主演
| 演员   | 角色           | 备注 |
| 秦海璐 | 露露           |      |
| 黄觉   | 叶伟军（现代） |      |

### 友情出演
| 演员     | 角色   | 备注 |
| 刘循子墨 | 刘德华 |      |
| 柯达     | 张学友 |      |

## 制作
本片于2016年10月至12月在深圳等地拍摄。

## 宣传
2018年2月7日发布定档概念海报，定档2018年5月11日母亲节前夕上映，后撤档。2021年4月30日宣布定档并公布正式海报，于5月28日上映。